# 176 Iduna
A 176 Iduna a Naprendszer kisbolygóövében található aszteroida. Christian Heinrich Friedrich Peters fedezte fel 1877. október 14-én.